# Perilitus trigonalis
Perilitus trigonalis är en stekelart som beskrevs av Maximilian Spinola 1851. Perilitus trigonalis ingår i släktet Perilitus och familjen bracksteklar. Inga underarter finns listade i Catalogue of Life.